# 蒲蒲線
蒲蒲線（日语：かまかません），又名新機場線（日语：しんくうこうせん），是一條位於日本東京都大田區的一條計劃中的鐵路路線，連接東急電鐵蒲田站和京濱急行電鐵（京急）的京急蒲田站。全線預計將是地下線。該路線的提議開始於1982年。2025年1月17日，東急電鐵向國土交通省申請開發及營運蒲蒲線的計畫，並於4月4日獲國土交通省核准。而東急電鐵規劃在2038年至2042年間完成蒲蒲線的興建工程，並於2025年的夏季向國土交通省提交內容更具體的相關計畫。
2025年8月1日，東急電鐵向國土交通省提交蒲蒲線的具體建設計畫，並等待國土交通省核准。

## 外部連結
- 大田区　新空港線「蒲蒲線」整備促進事業 （页面存档备份，存于）
- 蒲蒲短絡線跡 （页面存档备份，存于）
- 国鉄（現ＪＲ）蒲田駅と穴守線の短絡線跡を歩く （页面存档备份，存于） ‐ 1/10,000地形図(H12.09.01)上に廃線跡を表示